# 나우만코끼리
나우만코끼리(학명: Palaeoloxodon naumanni)는 멸종한 플라이스토세의 코끼리의 일종이다. 지금으로부터 500,000~10,000년 전에 살았던 것으로 추정된다. 몸길이 약 2.5~3.0m이며, 상아가 바깥쪽으로 비틀어져 있는 것이 특징이다. 이는 삼림에서 살아가기 적합하도록 적응된 구조로 보인다. 중국 동북부, 일본 등에서 화석이 발견되었으며 한반도에서도 관련 화석이 발굴된 바가 있다. 